# Stoke Heath (Shropshire)
Stoke Heath – wieś w Anglii, w hrabstwie Shropshire. Leży 24 km na północny wschód od miasta Shrewsbury i 223 km na północny zachód od Londynu.